# Lecidea huxariensis
Lecidea huxariensis är en lavart som först beskrevs av Beckh. ex J. Lahm, och fick sitt nu gällande namn av Alexander Zahlbruckner. Lecidea huxariensis ingår i släktet Lecidea och familjen Lecideaceae.  Arten är reproducerande i Sverige. Inga underarter finns listade i Catalogue of Life.